# Villers-lès-Guise
Villers-lès-Guise település Franciaországban, Aisne megyében. Lakosainak száma 160 fő (2022. január 1.). Villers-lès-Guise Flavigny-le-Grand-et-Beaurain, Iron, Lavaqueresse, Lesquielles-Saint-Germain, Malzy és Monceau-sur-Oise községekkel határos.

## Népesség
A település népessége az elmúlt években az alábbi módon változott:
| Lakosok száma | 250  | 195  | 203  | 176  | 168  | 171  | 169  | 162  | 161  | 160  |
|               | 1968 | 1982 | 1990 | 2006 | 2013 | 2015 | 2017 | 2019 | 2020 | 2022 |